# 南禅寺 (五寨)
南禅寺旧称南峰台寺，位于山西省五寨县峰台梁山腰处，2001年11月被列入五寨县文物保护单位。
南禅寺原分上下两院，主体为上院。上院据称始建于北魏，唐代扩建。上院正殿面阔五间，进深三间，歇山顶，上覆绿色琉璃瓦。殿内有观音、普贤、文殊三位菩萨的塑像，高五米；两尊“站地将军”塑像高七米。正殿门外挂有明代嘉靖时所铸大钟，高三米，径两米。东西配殿各面阔三间。1971年，南禅寺在文化大革命中被毁，所有塑像被破坏，寺址只余残碑瓦砾。1998年，乡人集资依旧制重修南禅寺。 2001年11月，南禅寺被列入五寨县文物保护单位，登录为古建筑，时代为“明、清”。